# Georg von Kameke

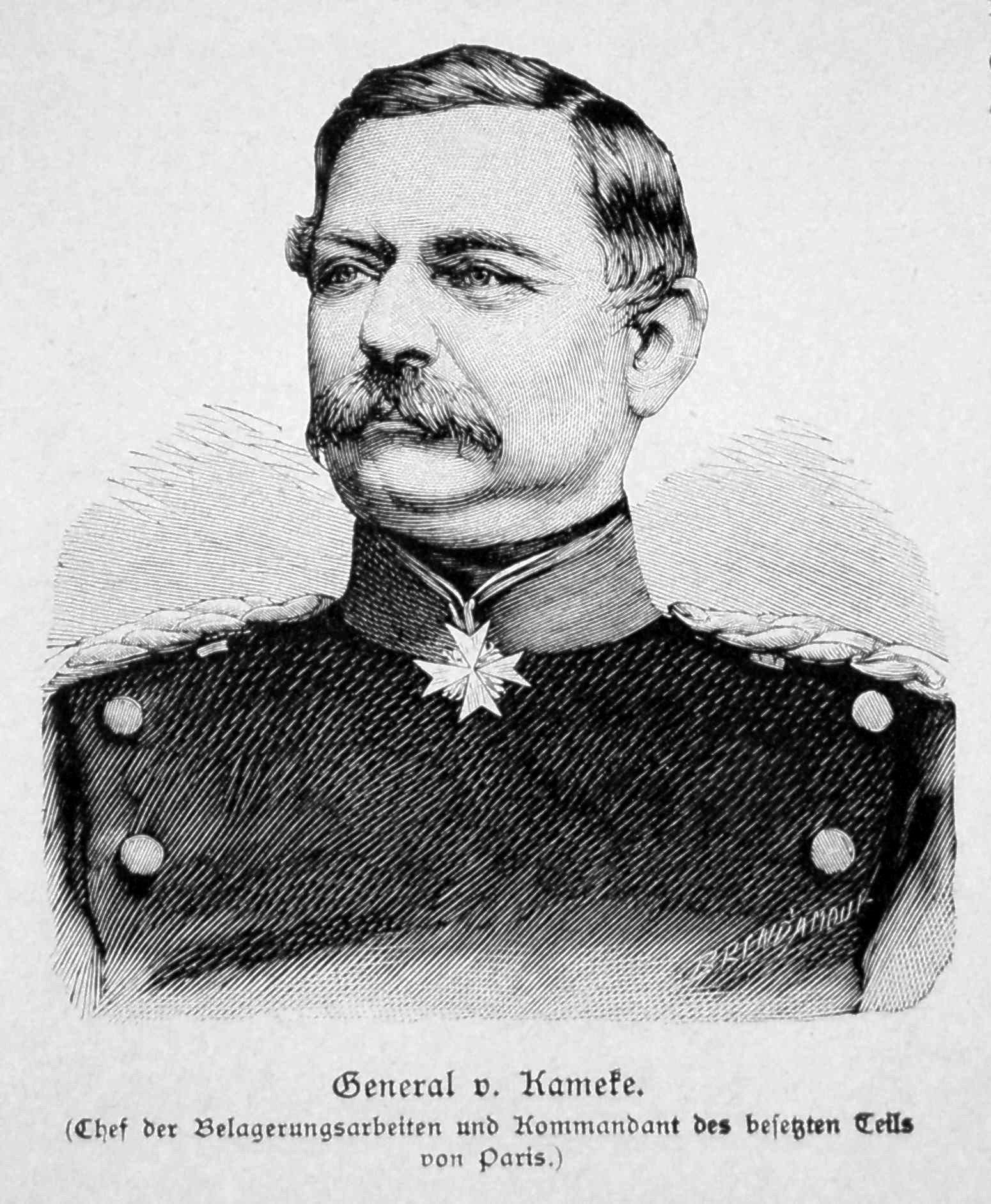
General
Georg von Kameke

Arnold Karl Georg von Kameke (Pasewalk, 14 de Abril de 1817 — Berlim, 12 de Outubro de 1893) foi general-de-infantaria e ministro da guerra da Prússia. Ingressou na carreira militar em 1834 e participou da Guerra Austro-prussiana e da Guerra Franco-prussiana.